# Anisophyllea cabole
Anisophyllea cabole là một loài thực vật có hoa trong họ Anisophylleaceae. Loài này được Henriq. mô tả khoa học đầu tiên năm 1902.